# Associazione Calcio Belluno 1974-1975
Questa voce raccoglie le informazioni riguardanti l'Associazione Calcio Belluno nelle competizioni ufficiali della stagione 1974-1975.

## Rosa
| N. |                   | Ruolo | Calciatore           |
| -- | ----------------- | ----- | -------------------- |
|    | Italia (bandiera) | D     | Giancarlo Bianchin   |
|    | Italia (bandiera) | A     | Lino Bristot         |
|    | Italia (bandiera) | C     | Giuseppe Brunetti    |
|    | Italia (bandiera) | P     | Giovanni Bubacco     |
|    | Italia (bandiera) | C     | Otello Capeleto      |
|    | Italia (bandiera) | C     | Carlo Casagrande     |
|    | Italia (bandiera) | D     | Attilio Cecco        |
|    | Italia (bandiera) | D     | Andrea Cisco         |
|    | Italia (bandiera) | D     | Giuliano Dal Bianco  |
|    | Italia (bandiera) | A     | Giuseppe Dalla Bella |
|    | Italia (bandiera) | A     | Fiorenzo Follador    |
|    | Italia (bandiera) | C     | Alfredo Gabbriellini |

| N. |                      | Ruolo | Calciatore         |
| -- | -------------------- | ----- | ------------------ |
|    | Italia (bandiera)    | C     | Livio Gallio       |
|    | Italia (bandiera)    | D     | Ruggero Grion      |
|    | Italia (bandiera)    | A     | Gianni Inferrera   |
|    | Italia (bandiera)    | A     | Gino Merotto       |
|    | Italia (bandiera)    | A     | Fulvio Miorandi    |
|    | Argentina (bandiera) | A     | Michele Nicoletto  |
|    | Italia (bandiera)    | A     | Osvaldo Pavoni     |
|    | Italia (bandiera)    | A     | Aldo Rossi         |
|    | Italia (bandiera)    | C     | Giorgio Stella     |
|    | Italia (bandiera)    | C     | Giuseppe Tamborini |
|    | Italia (bandiera)    | D     | Gianfranco Tibolla |
|    | Italia (bandiera)    | P     | Luciano Zamparo    |